# TINAGL1
TINAGL1‏ (Tubulointerstitial nephritis antigen like 1) هوَ بروتين يُشَفر بواسطة جين TINAGL1 في الإنسان.